# 全国性教育中心

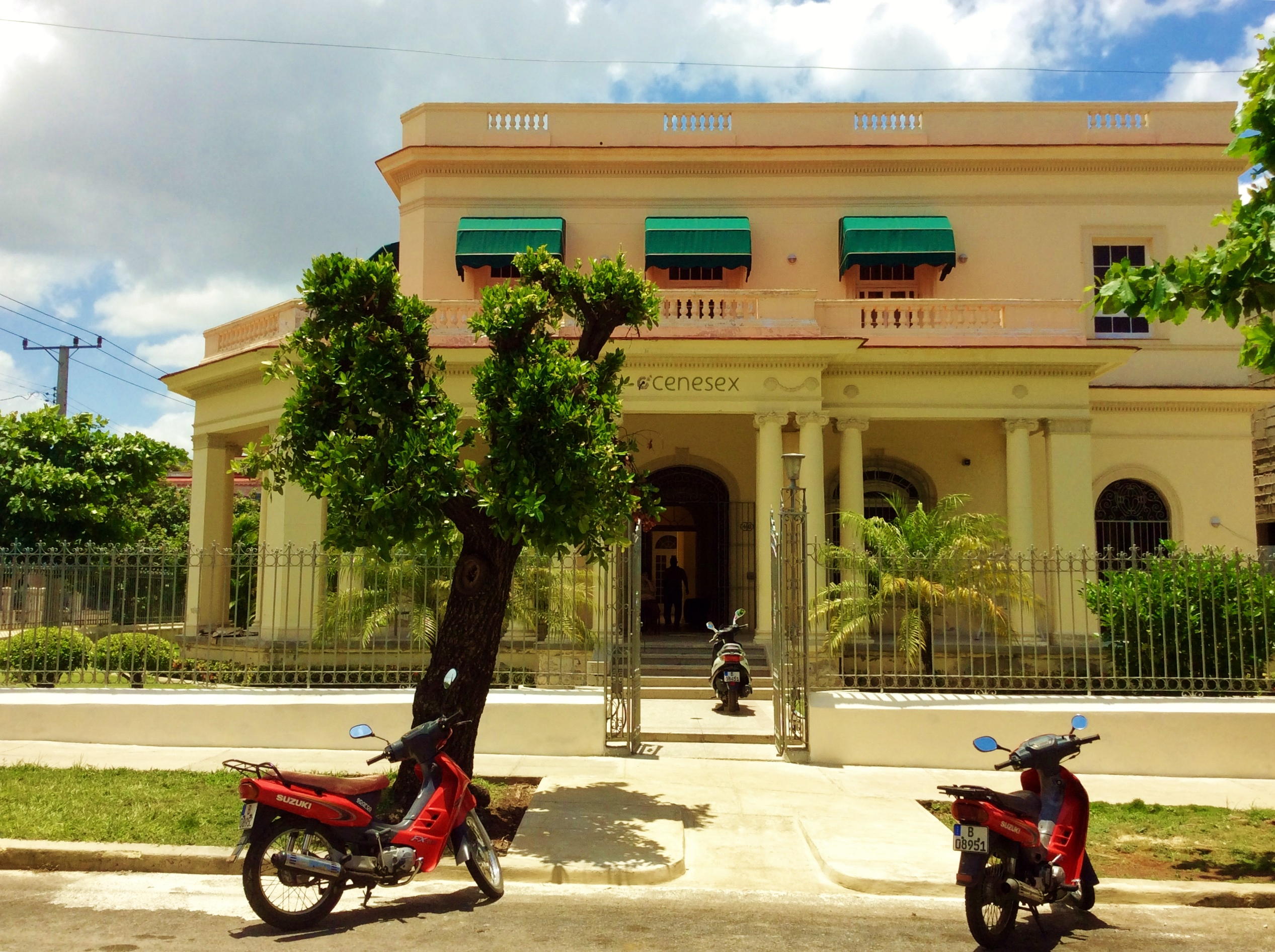
全国性教育中心总部

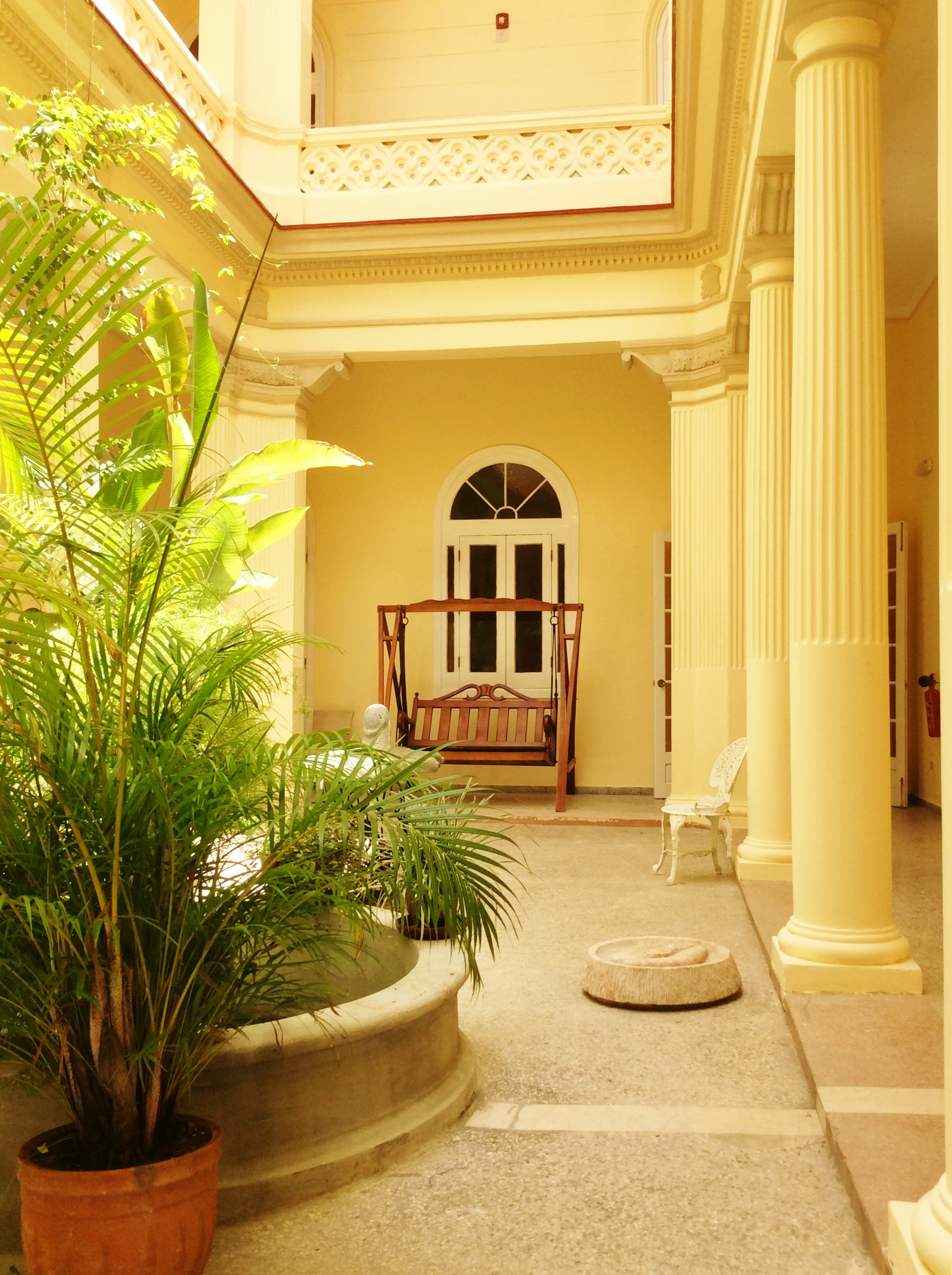
全国性教育中心内景

全国性教育中心（西班牙語：Centro Nacional de Educación Sexual，缩写为CENESEX）是古巴的一个由政府资助的机构，成立于1989年，隶属于公共卫生部，总部位于哈瓦那维达多区第10街460号与第21街拐角处。该机构以倡导对LGBT议题的宽容而闻名。该机构强调对多元性别的接受，并在近年来因其对跨性别者权益的宣传而引起了国际关注，包括承认个人的性别认同（无论出生性别如何）和提供国家资助的性别重置手术。该机构的首任主任是莫妮卡·克劳斯-福克斯，她于1990年11月移居德国；随后，玛丽埃拉·卡斯特罗接任主任至今，她是古巴女性主义活动家、古巴妇女联合会前主席比尔玛·埃斯平和古巴前最高领导人劳尔·卡斯特罗的女儿。